# Хуи (Сиань)
Хуи́ (кит. упр. 鄠邑, пиньинь Hùyì) — район городского подчинения города субпровинциального значения Сиань провинции Шэньси (КНР). Название района означает «местность Ху» и происходит от того, что при династии Ся в этих местах жили представители рода Ху.

## История
Уезд Хусянь (鄠县) был создан ещё при империи Западная Хань.
В 1950 году был образован Специальный район Сяньян (咸阳专区), и уезд вошёл в его состав. В 1952 году Специальный район Сяньян был расформирован, и уезд перешёл под непосредственное управление властей провинции Шэньси. В 1958 году уезд был передан под юрисдикцию властей города Сиань. В 1961 году был воссоздан Специальный район Сяньян, и уезд (вернулся в его состав. В 1964 году в рамках всекитайской кампании по упрощению иероглифов написание названия уезда было изменено с 鄠县 на 户县. В 1969 году Специальный район Сяньян был переименован в Округ Сяньян (咸阳地区). В 1983 году уезд Хусянь был передан под юрисдикцию города Сиань.
В 2017 году уезд был преобразован в район городского подчинения, при этом было восстановлено историческое написание иероглифа «Ху».

## Административное деление
Район делится на 1 уличный комитет и 13 посёлков.